# 袁燮

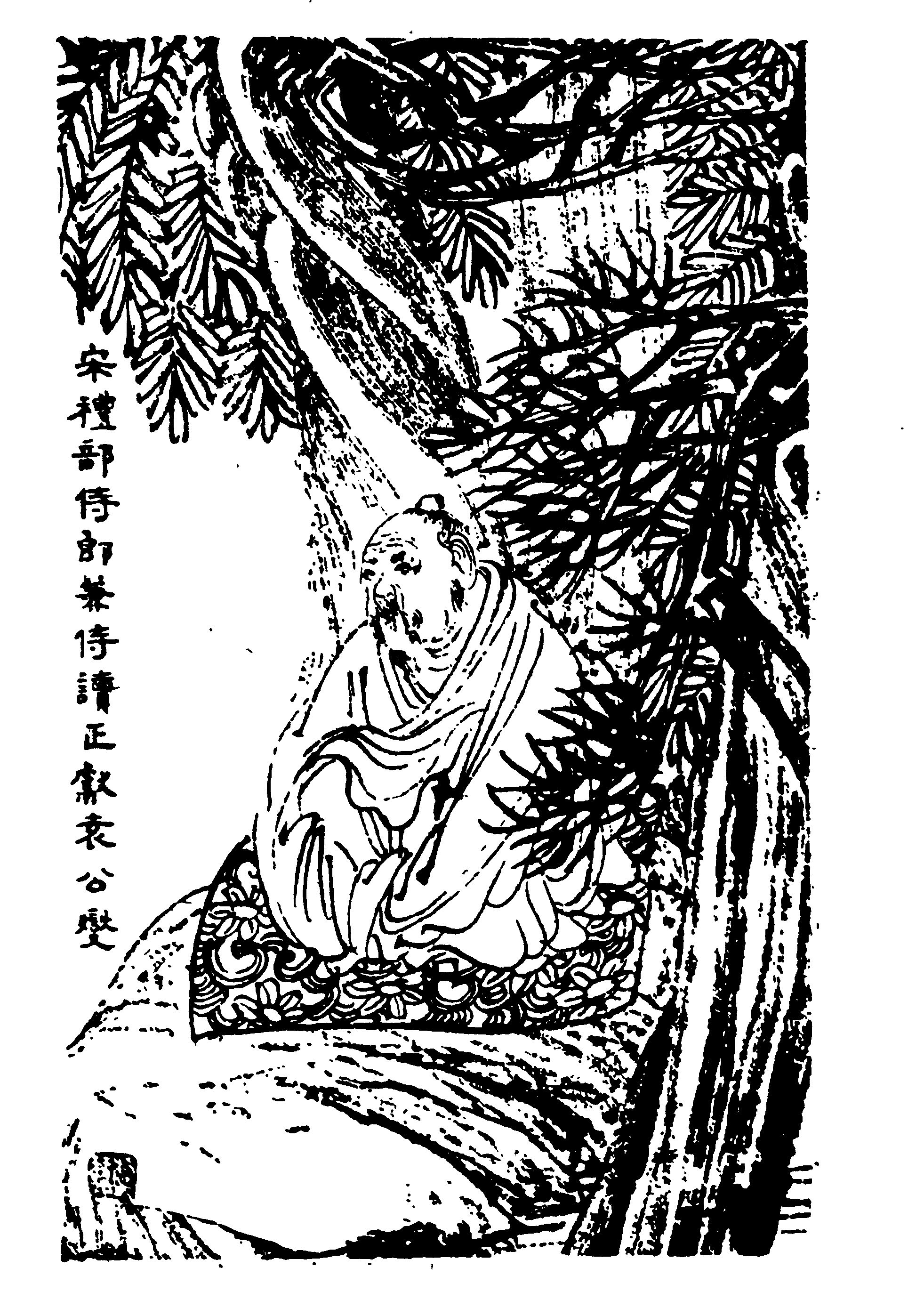
宋禮部侍郎兼侍讀正獻袁公燮（清代畫家虞琴所繪，出自《四明人鑑》）

袁燮（1144年—1224年），字和叔，庆元府鄞县（今浙江宁波）人。宋朝政治人物、教育家、哲学家。

## 生平
祖父袁轂。生于宋高宗绍兴十四年，早年入读太学，淳熙年间进士及第，调任江阴尉。迁太学正，当时党禁兴起，因非议去职。后来历仕司封郎官，迁国子监祭酒。后为礼部侍郎，与权相史弥远争和议，被罢官回乡。
袁燮博學，学者称其为“絜斋先生”。与舒磷、沈焕、杨简并称为“明州淳熙四先生”，为当时浙东四明学派的代表人物之一，曾主讲于城南书院，袁燮講學，必啟發諸生“反躬切己，忠信篤實”，“其教多以明心为言，盖有见于当时学者陷溺功利，沈锢词章，积重难返之势，必以提醒为要”。晚年起用，出知温州，进直学士，宋宁宗嘉定十七年卒，享壽八十一岁。奉祠以卒，谥正献。真德秀為他寫行狀。著作《絜斋集》二十四卷、《絜斋后集》十三卷、《絜斋家塾书钞》、《絜齋毛詩經筵講義》。後人袁士杰輯有《袁正獻公遺文鈔》。

## 家庭
- 長子袁肅
- 次子袁甫
- 三子袁商

## 遺跡
今浙江宋赠龙图阁学士袁燮墓。

## 延伸閱讀
[在维基数据编辑]
 在维基文库阅读此作者作品
 《四明人鑑·宋禮部侍郎兼侍讀正獻袁公燮》，出自《四明人鑑》
 《宋史·卷400》，出自脱脱《宋史》